# Mirage GR8

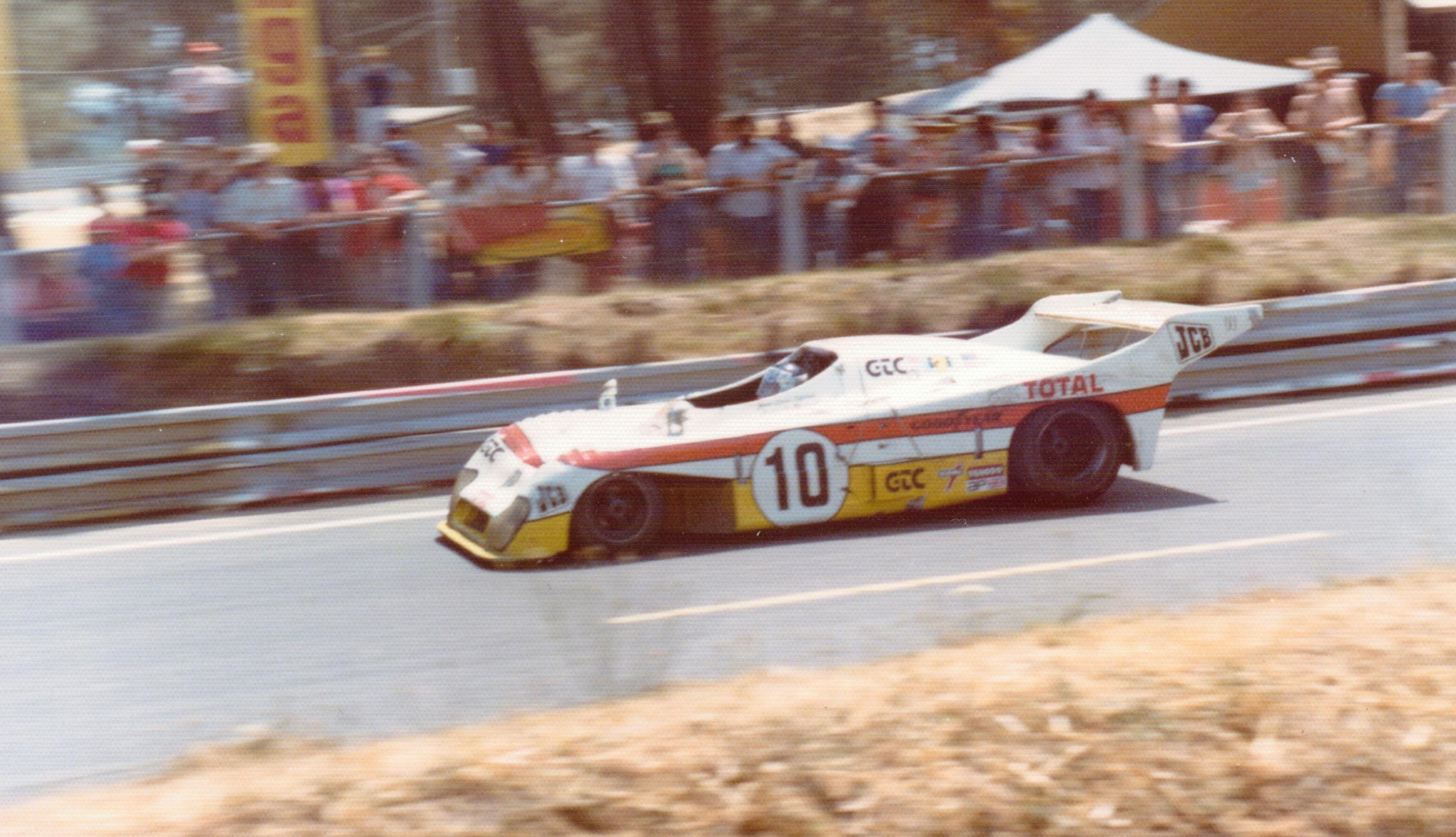
Jean-Louis Lafosse im Mirage GR8 beim 24-Stunden-Rennen von Le Mans 1976

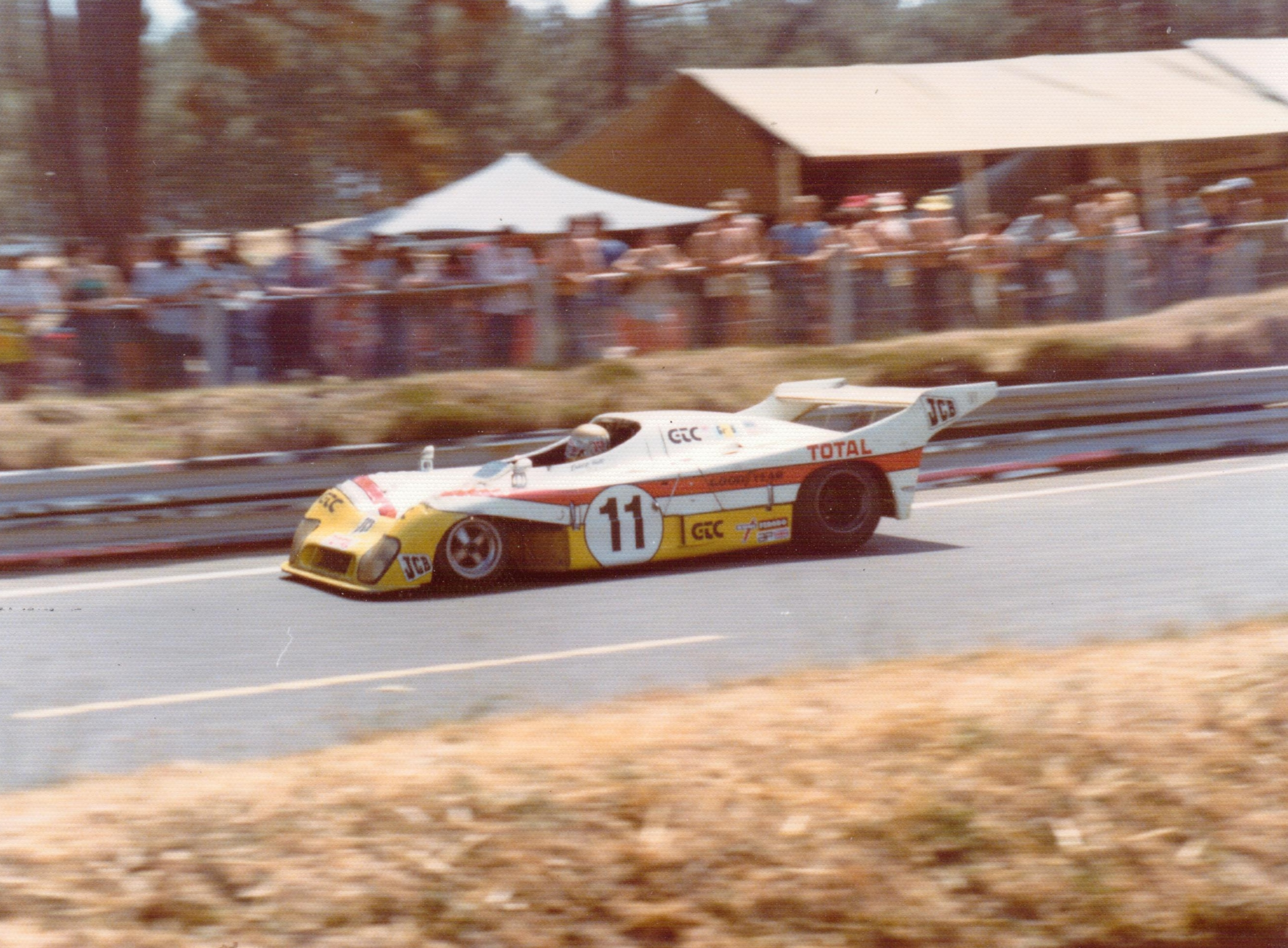
Der zweite GR8 in Le Mans; am Steuer Vern Schuppan

Der Mirage GR8 war ein Sportwagen-Prototyp, der 1975 und 1977 bei Sportwagenrennen zum Einsatz kam.

## Vorgeschichte
1974 hatte der aus Phoenix (Arizona) stammende US-Amerikaner Harley Cluxton einen Gulf GR7 gekauft, mit dem Vern Schuppan im selben Jahr ein Handicap-Rennen in Elkhard Lake gewann. Nach dem Ende des Gulf-Engagements im Sportwagensport und der Schließung des Gulf Research Racing Team versuchte John Horsman, der Rennleiter von Gulf Research, den Amerikaner zu einem weiteren Rennwagenkauf zu bewegen. Zur Disposition standen die beiden Gulf GR8, die beim 24-Stunden-Rennen von Le Mans 1975 auf den Plätzen eins und drei der Gesamtwertung ins Ziel kamen.
Da Cluxton von der Idee anfangs nicht sonderlich begeistert war, ließ Horsman im Januar 1976 die beiden Rennwagen komplett zerlegen und bei Maurice Gomm in Old Woking einmotten. Im März gelang es Horsman nach unermüdlichen Verkaufsgesprächen, Cluxton von der sinnvollen Investition in die beiden Rennwagen zu überzeugen. Horsman, der jahrelang Rennleiter bei John Wyer war, rekrutierte für Cluxtons Rennteam, die Grand Touring Car Inc. , ehemalige Techniker, Mechaniker und Boxenpersonal der John Wyer Automotive um ein schlagkräftiges Rennteam aufzubauen. Die französische Mineralölfirma Total konnte als neuer Sponsor gewonnen werden, um ein Antreten in Le Mans zu finanzieren.

## Le-Mans-1976
Die beiden GR8 wurden nach dem Wegfall des Sponsors Gulf wieder als Mirage bezeichnet. Die Fahrzeuge wurden komplett serviert und mit neuen V8-Motoren von Cosworth bestückt. Als Fahrer wurden die beiden Wyer-Stammfahrer Derek Bell und Vern Schuppan auch vom Cluxton-Team verpflichtet. Dazu kamen die beiden Franzosen Jean-Louis Lafosse und François Migault.
Nach ausgiebigen Testfahrten in Silverstone kam das Team gut vorbereitet nach Le Mans. Das Rennen wurde zu einem Zweikampf der Alpine A442 und der Werks-Porsche 936. Von Beginn an konnten die Mirage dem schnellen Tempo der Alpine- und Porsche-Werkswagen nicht folgen, fuhren aber beständig und gleichmäßig. Nach dem Ausfall aller Alpines und einiger technischer Defekte bei Porsche lagen am Sonntagvormittag beide Mirage auf den Plätzen zwei und vier. Der Bell/Schuppan-Wagen hatte allerdings bereits mehr als 20 Runden Rückstand.
Knapp vor Schluss kam noch einmal Unruhe auf, als der mit acht Runden Rückstand auf den in Führung liegenden Porsche von Jacky Ickx und Gijs van Lennep an zweiter Stelle liegende Mirage langsam die Heckverkleidung verlor. Lafosse übersah aber alle Boxensignale und Horsman fürchtete bereits eine mögliche Disqualifikation als der Franzose zwei Runden vor Schluss endlich an die Box kam. Die Heckpartie wurde fixiert und wenige Minuten später steuerte Lafosse den GR8 als Zweiter durchs Ziel. Bell und Schuppan wurden im zweiten GR8 fünfte in der Gesamtwertung.

## 1977 und der Renault-Motor
Für das 24-Stunden-Rennen 1977 bekam das Team einen neuen Motorpartner. Renault-Rennleiter Gérard Larrousse bot dem Mirage-Team den Renault-Turbo-Motor an und das Team griff dankbar zu. Um den 2-Liter-6-Zylinder-Motor in das Fahrzeug integrieren zu können, musste das Heck der GR8 umgebaut werden.
Derek Bell hatte das Team in Richtung Alpine verlassen, für ihn kam der Franzose Jean-Pierre Jarier ins Team, der neuer Partner von Vern Schuppan wurde. Das zweite Fahrzeug wurde von Michel Leclère und Sam Posey gesteuert. Das Rennen hatte eines der spannendsten Rennende der Le-Mans-Geschichte. Der Leclère/Posey-Wagen war schon nach zwei Stunden nach einem Defekt an der Benzinpumpe ausgefallen – es war der erste Ausfall eines GR8 (Gulf und Mirage) in Le Mans. Eine Stunde vor Schluss lag der Schuppan/Jarier-GR8 an zweiter Stelle, allerdings mit einem Rückstand von 16 Runden auf den Werks-Porsche 936 von Jacky Ickx, Jürgen Barth und Hurley Haywood. Der Porsche stand aber mit einem Zylinderschaden an der Box und die große Frage war, ob die Porsche-Techniker den 936 noch einmal zum Laufen bringen würden. Denn das Reglement sah vor, dass unabhängig vom Vorsprung ein Fahrzeug die Ziellinie überfahren musste, um gewertet zu werden. Die gesamte Renault-Alpine-Mannschaft – die Werkswagen waren längst ausgefallen – hatte sich in der Mirage-Box versammelt, als der Porsche mit Barth am Steuer wenige Minuten vor Rennende aus der Box geschoben wurde und mit rauchendem Motor und in langsamer Fahrt zwei Runden um den Kurs zum Sieg fuhr. Dahinter wurden Vern Schuppan und Jean-Pierre Jarier Zweite im GR8.
Nach drei erfolgreichen Rennjahren wurden die GR8 1978 vom Mirage M9 abgelöst.